# 20킬로미터 경보

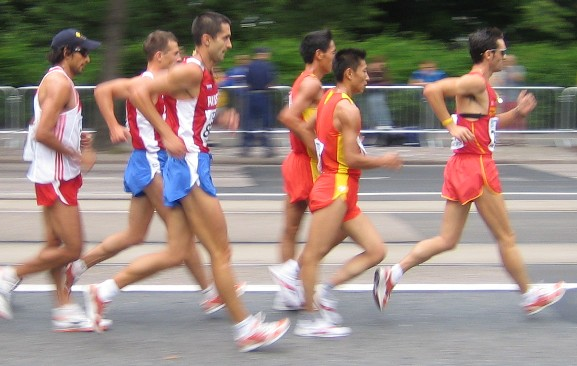
20km 경보 (남성). 2005년 세계 육상 선수권 대회

20킬로미터 경보는 20킬로미터를 경보하는 시간을 겨루는 육상 경기 시합이다.